# 19. Południk
19. Południk – spektakl Teatru Telewizji w reżyserii Juliusza Machulskiego na podstawie jego własnej sztuki, komedia political fiction.

## Fabuła
Rzecz dzieje się w Polsce, na początku XXI wieku. w 2003 roku Polacy decydują w referendum o niewstąpieniu do UE, zaś w roku 2007 na prezydenta Polski zostaje wybrany Bartosz Czop, pozbawiony wykształcenia i kultury osobistej demagog i prymityw. Urzędowanie rozpoczyna od brutalnego wyrzucenia z Belwederu eks-prezydenta Kazimierza Czechmeszyńskiego, kiedy ten chce mu przekazać insygnia władzy. Następnie obraża ambasadorów Rosji i Niemiec. Wciela także w życie swój program walki z przestępczością, likwidując kilkuset skazanych na wysokie wyroki kryminalistów w sfingowanym wypadku na poligonie wojskowym.
Prezydenta odwiedza nasłana przez opozycję dziennikarka, której on ujawnia w wywiadzie szczegóły swojego programu, mianowicie wprowadzenie płatnego szkolnictwa, umocnienia całej wschodniej granicy czterometrowym murem z cegły, wykonywanej publicznie kary śmierci czy też mordowania podejrzanych o ciężkie przestępstwa bez wyroku sądu (tzw. wariant "Rududu"). Tymczasem dzwoni prezydent USA, podenerwowany faktem, że Czop zagrabił zyski ze znajdujących się w Polsce barów McDonald’s. Obrażony przez Czopa szybko rozłącza się. Prezydent kontynuuje wywiad z dziennikarką. Kokietowany przez nią, usiłuje odbyć z nią stosunek seksualny, ta jednak skutecznie obezwładnia go, przez co zostaje aresztowana przez jego ochronę pod zarzutem zamachu na głowę państwa. Zbliża się Nowy Rok. Amnesty International domaga się śledztwa w sprawie ukartowanego przez prezydenta "wypadku", jego samego odwiedza zaś ambasador USA, tak jak w wypadku Rosji i Niemiec krótka konwersacja doprowadza USA i Polskę na krawędź wojny.
Czop, nie przejmując się zbytnio gromadzącymi się na granicach Polski siłami Rosji i NATO, planuje intrygę. Wynajmuje znajomego bandytę Marinusa do podpalenia budynku sejmu, następnie planuje zrzucić winę za ten czyn na skupioną wokół Czechmeszyńskiego opozycję. Zaprasza jej przedstawicieli w Wigilię do Pałacu Prezydenckiego i próbuje ich przekonać do swojego nowego planu, mianowicie wygnania z Polski wszystkich cudzoziemców. Opozycja się do tego nie przychyla, jednak w obliczu wyjątkowej sytuacji (zniszczenie sejmu) decyduje się go poprzeć. 

Polska podzielona wzdłuż 19. południka

Tymczasem do działania przystępują inne państwa. Z inicjatywy USA Polska zostaje podzielona między Rosję a Niemcy. Granicą podziału ma być tytułowy dziewiętnasty południk, który dzieli terytorium Polski na dwie niemal równe części. Bartosz Czop zaś ma zostać osadzony w więzieniu Guantanamo.

## Obsada
- Andrzej Grabowski (Prezydent Bartosz Czop)
- Jan Frycz (Premier Franciszek Ciumak)
- Sławomir Orzechowski (Szef kancelarii Błażej Pajda)
- Cezary Kosiński (Sekretarz prezydenta Szymon Napierzak)
- Halina Łabonarska (Maria)
- Jan Machulski (Ex-prezydent Czechmeszyński)
- Rafał Królikowski (Patryk)
- Adam Ferency (podwójna rola: Bogdan Dziadul, Stefan Dziadul)
- Joanna Brodzik (dziennikarka Karolina)
- Jan Englert (Ambasador Niemiec Klaus von Katamaran)
- Jerzy Stuhr (Ambasador Rosji Aleksander Kierov)
- Małgorzata Zajączkowska (Ambasador USA)
- Robert Więckiewicz (Marinus)
- Witold Pyrkosz (Narrator; nie występuje w czołówce)
- Jan Holoubek (Operator; nie występuje w czołówce)